# ترحيل الألبان 1877–1878
يشير ترحيل الألبان 1877–1878 إلى أحداث التهجير القسري للسكان الألبان من مناطق دُمجت بإمارة صربيا وإمارة الجبل الأسود في عام 1878. انتهت هذه الحروب، إلى جانب الحرب الروسية العثمانية (1877-1878) ذات النطاق الأوسع، بهزيمة الدولة العثمانية وخسارتها مساحاتٍ واسعة من الأراضي، الأمر الذي أخذ صيغته الرسمية في مؤتمر برلين. كان هذا الترحيل جزءًا من الاضطهاد الأوسع للمسلمين في دول البلقان خلال التراجع الجيوسياسي للدولة العثمانية وخسارتها الأراضي.
عشية النزاع بين الجبل الأسود والعثمانيين (1876-1878)، كان عدد معتبر من الألبان يُقيم في سنجق شقودرة. خلال الحرب التي نشبت بين الجبل الأسود والدولة العثمانية، أعقب المقاومةَ القوية التي أبدتها بلدتا بودغوريتشا وسبوش ترحيلُ سكانهما المسلمين من الألبان والسلاف الذين انتقلوا إلى شقودرة ليستقروا فيها.
عشية النزاع بين صربيا والعثمانيين (1876-1878)، عاش عدد معتبر من الألبان -وأحيانًا على نحو مدمج وفي القرى بشكل أساسي- وبعض الترك الحضر (بعضهم يمتلك إرثًا ألبانيًا) مع الصرب ضمن سنجق نيش. خلال الحرب، اختلفت ردة فعل الألبان تجاه القوات الصربية المتقدمة وفقًا للمنطقة، فتراوحت بين إبداء المقاومة والفرار إلى الجبال القريبة وكوسوفو العثمانية. رغم طرد القوات الصربية معظمَ هؤلاء الألبان، فقد سُمح ببقاء عدد ضئيل في وادي يابلانيكا حيث يعيش أحفادهم اليوم. انتقل الصرب القادمون من منطقة نهر لاب إلى صربيا خلال الجولة الأولى من الأعمال العدائية عام 1876 وبعدها، في حين أعاد اللاجئون الألبان منذ عام 1878 تزويد قراهم بالسكان. استقر اللاجئون الألبان أيضًا على طول الحدود العثمانية الصربي في الشمال الشرقي، وفي مناطق حضرية، وفي ما يزيد عن 30 مستعمرة أُقيمت وسط كوسوفو وفي جنوبها الشرقي.
واجهت السلطات العثمانية صعوبات في تلبية حاجات اللاجئين، وتصرفت بعداء تجاه الصرب المحليين، وأقدمت على شن هجمات انتقامية. تم ترحيل السكان الألبان من هذه المناطق بأسلوب يمكن تصنيفه اليوم على أنه تطهير عرقي، إذ لم يكن الضحايا كلهم من المقاتلين، بل كان بينهم مدنيون أيضًا. بات يُشار إلى هؤلاء اللاجئين الألبان وذريتهم في اللغة الألبانية بكلمة «مهاجر Muhaxhir»، وجمعها Muhaxhirë، وهي كلمة شاملة للاجئين المسلمين (مستعارة من المفردة التركية العثمانية: Muhacir، ومشتقة من الكلمة العربية «مهاجر»). أدت أحداث هذه الفترة إلى اندلاع النزاع الصربي الألباني وتوتر العلاقات بين الشعبين.

## معرض صور

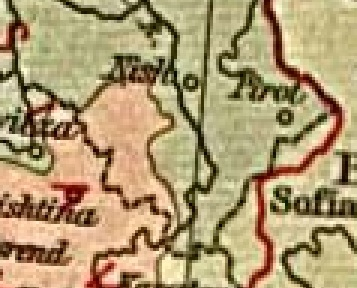
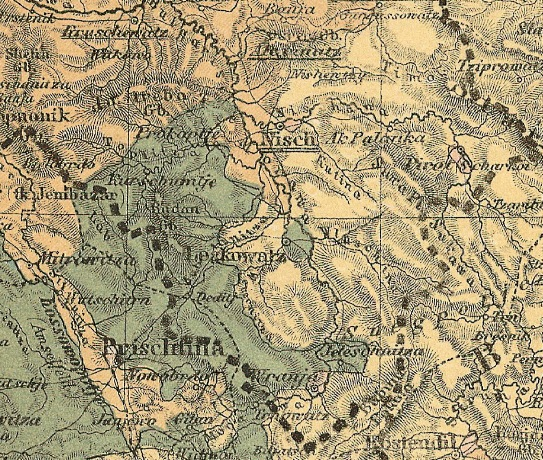
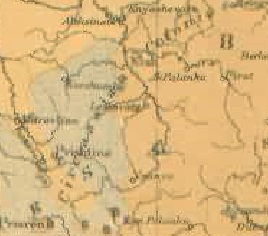
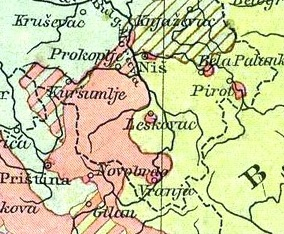

## سنجق شقودرة
عشية النزاع بين الجبل الأسود والعثمانيين (1876-1878)، كان عدد معتبر من الألبان يقيمون في سنجق شقودرة. وفي الحرب التي قامت بين الجبل الأسود والدولة العثمانية، تمكن جيش الجبل الأسود من الاستيلاء على بعض المناطق والمستعمرات على طول الحدود، في حين واجه مقاومة قوية من الألبان في أولسيني، وقوة ألبانية عثمانية متحدة في منطقتي بودغوريتشا سبوش وغوسيني بلاف. يُذكر أن مكتسبات الجبل الأسود من الأراضي كانت أصغر بكثير. تعرض بعض المسلمين السلاف والسكان الألبان الذين عاشوا قرب الحدود الجنوبية للترحيل من بلدتَي بودغوريتشا وسبوش، واستقروا من جديد في مدينة شقودرة وضواحيها. آثرت شريحة أصغر من الألبان كانت تشكّلها النخبة الثرية أن تغادر طواعية وتستقر من جديد في شقودرة بعد دمج أولسيني بالجبل الأسود في عام 1880.